# Verbascum lanatum
Verbascum lanatum är en flenörtsväxtart som beskrevs av Schrader. Verbascum lanatum ingår i släktet kungsljus, och familjen flenörtsväxter. Inga underarter finns listade i Catalogue of Life.